# Michel Kafando

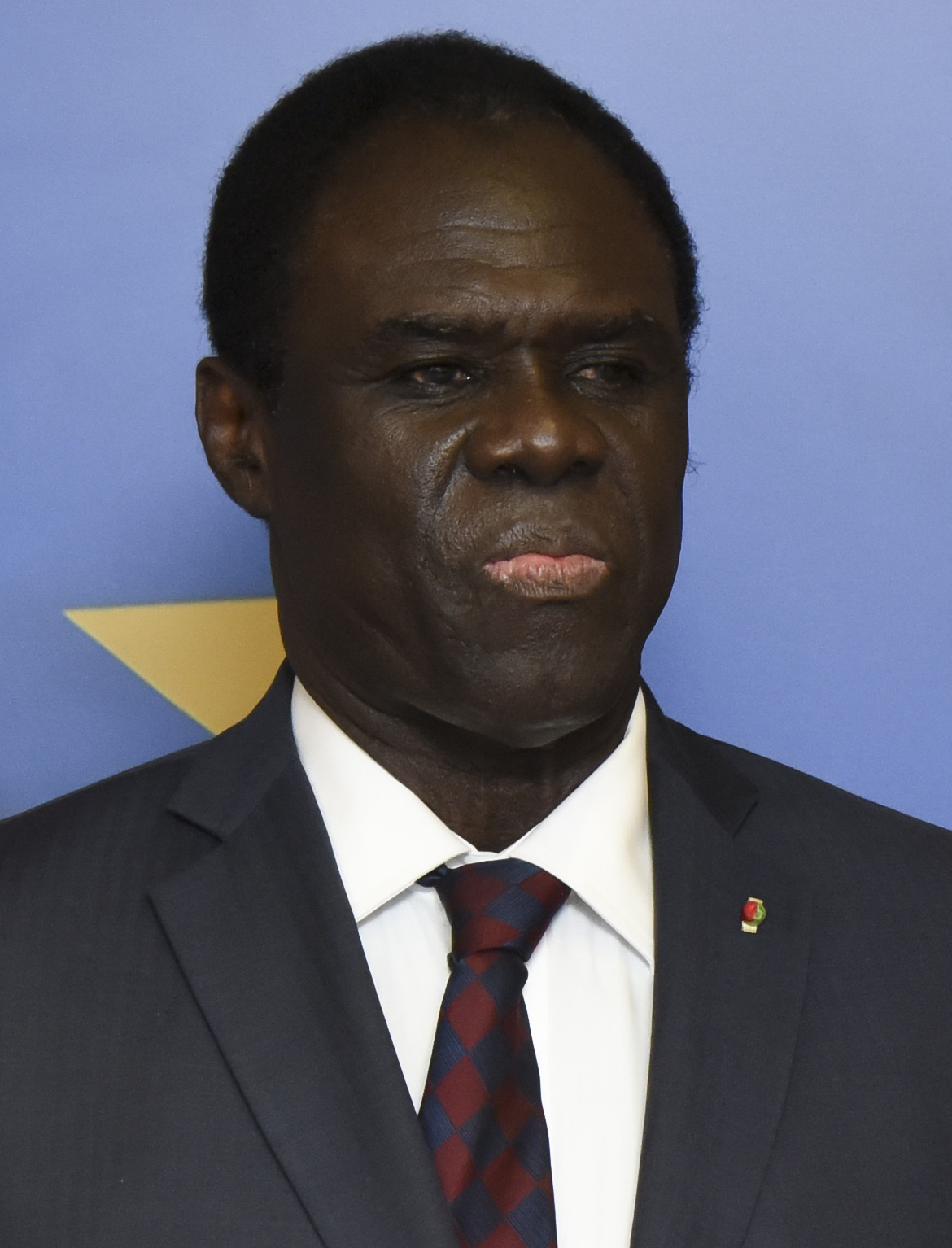
Michel Kafando (2015)

Michel Kafando (* 18. August 1942 in Ouagadougou, Obervolta, heute Burkina Faso) ist ein Politiker aus dem westafrikanischen Staat Burkina Faso. Vom 18. November 2014 bis 17. September 2015 und vom 24. September bis 29. Dezember 2015 war er burkinischer Übergangspräsident.
Seine Ausbildung genoss Kafando in Europa. Er erhielt einen Bachelor im Bereich Öffentliches Recht der Universität Bordeaux 1969, einen Abschluss in Politikwissenschaften in Paris 1972 und im selben Jahr einen weiteren Abschluss am Hochschulinstitut für internationale Studien und Entwicklung in Genf. 1990 promovierte er in Politikwissenschaften an der Sorbonne. 1982 bis 1983 war er Außenminister der Republik Obervolta. Er war Vorsitzender verschiedener Konferenzen der Organisation für Afrikanische Einheit und bei den Vereinten Nationen. Bei letzteren vertrat er in zwei Amtsperioden sein Heimatland, unterbrochen unter anderem von einer Botschaftertätigkeit in Kuba.
Am 17. November 2014 wurde er für das Amt des Übergangspräsidenten Burkina Fasos vorgeschlagen und am Folgetag vereidigt. Er folgt dem Offizier Isaac Zida nach, den er am 19. November 2014 zum Regierungschef berief.
Am Nachmittag des 16. September 2015 stürmten bewaffnete Angehörige des Régiment de sécurité présidentielle (RSP), der ehemaligen Prätorianergarde des vor einem Jahr abgesetzten Präsidenten Blaise Compaoré, eine Regierungssitzung in Ouagadougou. Sie nahmen Kafando und seinen Regierungschef Zida fest und führten diese ab. Drei Tage zuvor hatte die nationale Versöhnungskommission die Auflösung der bis dahin kasernierten Präsidentengarde beschlossen. Soldaten der RSP besetzten auch die Studios mehrerer Privatradios und schalteten die Sendeanlagen ab. Auch betroffen sind die Sendungen des Auslandsdienstes des französischen Radios. Einen Tag später verkündete ein Soldat im staatlichen Fernsehen, dass die Übergangsregierung des Amtes enthoben sei und das Militär im Land die Macht übernommen habe. Der Putsch erfolgte weniger als einen Monat vor geplanten Präsidentenwahlen, bei denen Compaorés Partei Congrès pour la démocratie et le progrès (CDP) ausgeschlossen ist. Am 18. September ließ der Anführer der Putschisten, General Gilbert Diendéré, Kafando sowie nahezu das gesamte Kabinett frei. Diendéré bestritt Kontakte zu Compaoré und plante am selben Tag zu Gesprächen mit den Präsidenten Benins und Senegals, Boni Yayi und Macky Sall, zusammenzutreffen. Auch die seit Beginn des Putsches geschlossenen Landesgrenzen wurden wieder geöffnet. Zida, früher stellvertretender Kommandeur der Präsidentengarde, bleibt weiterhin verschwunden. Am 24. September 2015 kehrte Kafando in sein Amt zurück, was das Ende des Putsches bedeutet.